# Ралф Лорен
Ралф Лорен (рођен 14. октобра 1939. као Ралф Лифшиц) је амерички модни дизајнер, филантроп и предузетник, познат по Ралф Лорен Корпорацији, светском мултимилијардерском предузећу. Такође је постао познат по својој колекцији ретких аутомобила, од којих су неки музејски експонати. Лорен је ступио на функцију извршног директора компаније у септембру 2015. године, али је остао извршни председник и креативни директор. Од 2018. године, Форбс процењује његово богатство на 7,2 милијарде долара, што чини Ралфа Лорена 91. најбогатијом особом у Америци.

## Младост
Ралф Лорен рођен је у Бронксу, Њујорк, у породици Ашкеназа, Фриде и Франка Лифшица, имиграната из Пинска у Белорусији. Најмлађи је од четворо деце – има два брата и сестру.

## Приватни живот

### Породица
Дана 20. децембра 1964. године, оженио је Рики Ен Лоу-Бир у Њујорку. Рики је кћерка Маргарет Витач и Рудолфа Лоу-Бира. Брачни пар се упознао 6 месеци раније у докторској ординацији где је Рики радила као рецепционер, а у слободно време је радила као инструктор плеса. Ауторка је књиге Хемптони: Храна, породица и историја.
Имају троје деце, Едруа Лорена (рођен 1969.) који је филмски продуцент и глумац. Дејвид Лорен (рођен 1971.) је директор у Ралф Лорен Корпорацији. Септембра 2011. године, оженио је Лорен Буш унуку некадашњег председника САД Џорџа Х. В. Буша. Лорен и Дејвид имају двоје деце и живе на Менхетну. Дилан Лорен (рођен 1974.), има свој ланац посластичарница, а оженио се јуна 2011. године Полом Ароует. Дилан и Пол су добили близанце 13. априла сурогат мајчинством.
Априла 1987. године, Ралф Лорен имао је операцију како би одстранио бенигни тумор на мозгу и потпуно се опоравио.
Ралф Лорен поседује 17.000 acres (6.900 ha) велик ранч са стоком у Риџвеју, Колорадо.

### Колекција аутомобила
Ралф Лорен је познати колекционар аутомобила, а поседује око 100 аутомобила, од којих су неки изузетно ретки. Поседује Ферари 250 ГТО (1962), два Ферарија ТР, три Макларенове Формуле 1 (1996), Мерцедес Бенз 300 СЛ Галвинг, Бентли (1929), један Бугати Тајп 57СЦ Атлантик, Бугати Тајп 57СЦ Ганглоф (1937), Порше 997 ГТ3 РС, Бугати Вејрон, Мерцедес Бенз ССК (1930), Алфа Ромео 8Ц (1938) и ретки Ламборгини Ревентон Роадстер.

### Политика
Лорен је редовни донатор Демократској странци.